# Eleccions legislatives estonianes de 1992
Les eleccions legislatives estonianes de 1992 se celebraren el 20 de setembre de 1992 per a escollir els 101 membres del Riigikogu per primer cop des de la proclamació d'independència. El partit més votat fou l'Aliança Patriòtica que formà un govern de coalició i Mart Laar fou nomenat primer ministre d'Estònia. El novembre de 1994 va dimitir i fou substituït per Andres Tarand fins a les eleccions de 1995.

## Resultats
|                                          | |         |         |          |
| Partits                                  | Partits                                                                                            | Vots    | %       | Escons   |
|                                          | Bloc de la Pàtria (Isamaa)                                                                         | 100.828 | 22,00%  | 29 / 101 |
|                                          | Casa Segura (Kindel Kodu)                                                                          | 62.329  | 13,60%  | 17 / 101 |
|                                          | Front Popular d'Estònia (Eesti Keskerakond-Rahvarinne)                                             | 56.124  | 12,25%  | 15 / 101 |
|                                          | Moderats (ESDP–EMK) (Mõõdukad)                                                                     | 44.577  | 9,72%   | 12 / 101 |
|                                          | Partit de la Independència Nacional Estoniana (Eesti Rahvusliku Sõltumatuse Partei, ERSP)          | 40.260  | 8,79%   | 10 / 101 |
|                                          | Partit Reialista Independent d'Estònia (Sõltumatud Kuningriiklased)                                | 32.638  | 7,12%   | 8 / 101  |
|                                          | Ciutadans d'Estònia (Eesti Kodanik)                                                                | 31.533  | 6,89%   | 8 / 101  |
|                                          | Unió de Pensionistes d'Estònia (Eesti Pensionäride Liit )                                          | 17.011  | 3,71%   | 0 / 101  |
|                                          | Unió de Grangers (Põllumeeste Kogu)                                                                | 13.356  | 2,91%   | 0 / 101  |
|                                          | Verds (Rohelised)                                                                                  | 12.009  | 2,62%   | 1 / 101  |
|                                          | Partit dels Empresaris d'Estònia (Eesti Ettevõtjate Erakond )                                      | 10.953  | 2,39%   | 1 / 101  |
|                                          | Alternativa d'Esquerra (Vasakvõimalus)                                                             | 7.374   | 1,61%   | 0 / 101  |
|                                          | Partit Nacional dels Repressaliats Il·legalment (Õigusvastaselt Represseeritute Rahvuslik Erakond) | 4.263   | 0,93%   | 0 / 101  |
|                                          | Altres                                                                                             | 5.336   | 1,14%   | 0 / 101  |
|                                          | Independents                                                                                       | 19.756  | 4,31%   | 0 / 101  |
| Vots vàlids                              | Vots vàlids                                                                                        | 458.247 | 100,00% | 101      |
| Vots nuls                                | Vots nuls                                                                                          | 9.351   | 2,01%   |          |
| Total (participació 67,84%)              | Total (participació 67,84%)                                                                        | 476.628 |         |          |
| Font: Comitè Nacional Electoral Estonià. | |         |         |          |